# Staatsensemble für klassische türkische Musik
Das Staatsensemble für Klassische Türkische Musik (İstanbul Tarihi Türk Müziği Topluluğu) ist ein türkischer Kulturverein zur Pflege der türkischen Kunstmusik (Sufi-Musik).
Er wurde 1991 mit der Unterstützung des Kultusministeriums der Türkei in Istanbul gegründet. Seit seiner Gründung (Stand: 2011) steht er unter der Leitung des Generaldirektors Ömer Tuğrul İnançer. Auslandsreisen dieses Ensembles führten bisher nach Europa und Japan.
Bekannteste Mitglieder des Ensembles sind der Sänger Ahmet Özhan sowie die Instrumentalvirtuosen Göksel Baktagir und Yurdal Tokcan. Bei öffentlichen Auftritten werden Werke aus dem Schatz der islamischen Musik und Literatur in verschiedenen Formen wie ilahi, kaside, durak, münacât, salavât u. a. aufgeführt.

## Veröffentlichungen
- Âteş-i Aşk – Türk Tassavuf Müziği Klasikleri